# Mirko Dikšić
Mirko Dikšić, hrvatski neuroznanstvenik, nuklearni medicinar, radiokemičar, dopisni član HAZU

## Životopis
Profesor emeritus Dikšić, Odsjek za neurologiju i neurokirurgiju Sveučilišta McGill (Department of Neurology and Neurosurgery, McGill University), Montreal, Kanada, znanstvenu je karijeru nakon studija kemije na Prirodoslovno-matematičkom fakultetu Sveučilišta u Zagrebu započeo na Institutu Ruđer Bošković, u Laboratoriju za nuklearnu kemiju Odjela za fizikalnu kemiju. Magistrirao je 1968. i doktorirao 1970. na Prirodoslovno-matematičkom fakultetu Sveučilišta u Zagrebu. Nakon toga odlazi u Kanadu. Najveći dio svoje izuzetno uspješne znanstvene karijere Mirko Dikšić ostvario je radeći na Sveučilištu McGill u Montrealu, gdje je na Odsjeku za neurologiju i neurokirurgiju 1992. godine izabran u zvanje redovitog profesora. Godine 1978. pridružuje se skupini kanadskih znanstvenika koja na Institutu za neurologiju pokreće prvi kanadski PET (Positron Emission Tomography) program u sklopu kojega se radi na primjeni kratkoživućih radioizotopa, emitera pozitrona, u obilježavanju farmakološki važnih organskih molekula i razvoju efikasnih radiokemijskih sintetskih metoda. Dikšić postaje direktorom ciklotronske jedinice u Centru za snimanje mozga McConnell (McConnell Brain Imaging Centre) 1983. godine te sukoordinator PET istraživanja u razdoblju 1986. – 1991. Dobitnik je više istaknutih priznanja i nagrada, uključujući Killam (MNI) Scholar 1982. – 1991., Killam Scholar 2000. – 2006. i Innovations in Neuropsychopharmacology Award 2000., nagradu koju dodjeljuje Kanadski neuropsihofarmakološki fakultet (Canadian College of Neuropsychopharmacology). Njegov vrlo velik interdisciplinski znanstveni opus pokriva određena područja prirodnih znanosti (radiokemija, organska kemija, nuklearna fizika) i medicine (nuklearna medicina) i sadrži 373 objavljena znanstvena rada koja postižu više od 7.000 citata (h-indeks = 42). Kao istaknuti kanadski znanstvenik i međunarodno visokocijenjeni ekspert u području PET istraživanja održao je više od 130 pozvanih predavanja na znanstvenim skupovima i u institucijama u cijelom svijetu. Valja posebno istaknuti Dikšićev doprinos utemeljenju radiokemijskog laboratorija na Sveučilištu McGill i razvoju efikasnih sintetskih metoda za 18F-i 11C-radioaktivno obilježavanje organskih i bioloških molekula primjenjivih u in vivo PET istraživanjima procesa u ljudskom središnjem živčanom sustavu (Central Nervous System –CNS). Posebno treba istaknuti Dikšićev uspjeh u razvoju autoradiografskih i PET metoda za in vivo mjerenje brzine sinteze serotonina u ljudskom mozgu te primjeni PET-metode u istraživanjima epilepsije, u onkološkim istraživanjima mozga i istraživanjima promjena u serotonergijskom sustavu koje su odgovorne za razvoj nekih čestih psihijatrijskih bolesti (depresija, shizofrenija, poremećaji u prehrani) i razvoju ovisnosti (alkoholizam). Mirko Dikšić kanadski je i hrvatski državljanin koji je tijekom svoje bogate znanstvene karijere uvijek intenzivno surađivao s hrvatskim znanstvenicima i često boravio kao gostujući znanstvenik na našim sveučilištima i institutima prenoseći im svoje bogato znanje i iskustvo.